# Trachylepidia fructicassiella
Trachylepidia fructicassiella is een vlinder uit de familie snuitmotten (Pyralidae). De wetenschappelijke naam van deze soort is voor het eerst geldig gepubliceerd in 1887 door Ragonot.
De soort komt voor in tropisch Afrika.